# Розі Макленнан
Розі Макленнан  (англ. Rosie MacLennan, 28 серпня 1988) — канадська стрибунка на батуті, олімпійська чемпіонка.

## Виступи на Олімпіадах
| Олімпіада   | Дисципліна | Місце |
| ----------- | ---------- | ----- |
| Пекін 2008  | особисті   | 7     |
| Лондон 2012 | особисті   | 1     |
| Ріо 2016    | особисті   | 1     |